# Sammy Lee (Fußballspieler)
Samuel „Sammy“ Lee (* 7. Februar 1959 in Liverpool) ist ein ehemaliger englischer Fußballspieler und aktueller Kotrainer des Premier-League-Vereins FC Everton. Bekannt wurde der sehr klein gewachsene ehemalige Mittelfeldspieler als Teil des sehr erfolgreichen Klubs FC Liverpool zu Beginn der 1980er-Jahre.

## Spielerlaufbahn
Lee durchlief die Jugendabteilung des FC Liverpool, nachdem er sich dem Verein im September 1975 angeschlossen hatte. Er debütierte am 8. April 1978 für die Profimannschaft als Einwechselspieler für David Johnson nach sechs Spielminuten. Beim 3:2-Sieg gegen Leicester City schoss er einen Treffer und verhalf damit seiner Mannschaft zum 3:2-Sieg. Bereits im Jahr zuvor hatte er bereits einmal im erweiterten Aufgebot für das Halbfinale im Europapokal der Landesmeister gestanden und obwohl er damals von Bob Paisley noch nicht eingesetzt wurde, war sein Einsatz als Option vom Trainer damals nicht ausgeschlossen worden.
Der Durchbruch sollte im Jahre 1980 gelingen und Lee glich vermeintliche Schwächen in seiner sehr schmächtigen Statur durch ein qualitativ hohes Passspiel, große Lauffreudigkeit und eine überdurchschnittliche Schussstärke aus. Während des Ligapokalendspiels gegen West Ham United im Jahre 1981 stand Lee im Zentrum einer umstrittenen Szene, in der sich der Gegner aus London benachteiligt fühlte. Lee war bei einem Angriff in die Offensive vorgestoßen und stürzte nach einem gegnerischen Tackling zu Boden. Während das Spiel nicht unterbrochen worden war, bewegte sich die Defensive West Hams nach vorne und stellte Lee damit in eine offensichtliche Abseitsposition. Als Liverpools linker Abwehrspieler Alan Kennedy den unmittelbar wieder zurückeroberten Ball per Direktschuss ins Tor beförderte, zählte dieser Treffer. Zur heutigen Zeit hätte kein Zweifel über die Gültigkeit des Treffers bestanden, aber die damalige Auslegung der passiven Abseitsregel war sehr vage formuliert. West Ham erzielte schließlich noch den Ausgleich, aber Liverpool siegte mit Lee im Wiederholungsspiel mit 2:1.
Im gleichen Jahr hatte Lee im Halbfinale des europäischen Landesmeisterwettbewerbs gegen den FC Bayern München die für ihn ungewöhnliche Aufgabe, Paul Breitner in Manndeckung zu nehmen. Dies war eine sehr ungewöhnliche Maßnahme, denn das Spielsystem des FC Liverpool war in der Regel auf die Ausgestaltung des eigenen Spiels ausgerichtet und überließ die Reaktion darauf zumeist dem Gegner. Lee erfüllte seine Aufgabe überzeugend und Liverpool zog ins Finale gegen Real Madrid ein, in dem Lee ebenfalls zu der mit 1:0 siegreichen Mannschaft gehörte.
Seine erste englische Meisterschaft gewann Lee 1982, im gleichen Jahr, in dem er auch den Ligapokal verteidigen konnte und zudem als Kapitän mit der englischen U-21-Nationalmannschaft die Europameisterschaft durch einen Finalerfolg gegen Deutschland gewann. Die beiden nationalen Erfolge wurden in den beiden Folgejahren wiederholt, wobei 1984 gar der vierte Triumph des FC Liverpool im Europapokal der Landesmeister folgte. Lee kam dabei in allen Spielern auf dem Weg ins Finale zum Einsatz und schoss in Anfield im Halbfinalhinspiel gegen Dinamo Bukarest den Treffer zum 1:0-Sieg.
Während dieser Zeit kam er auch unter dem englischen Nationaltrainer Bobby Robson zu seinem ersten von insgesamt 14 Länderspielen und traf bereits bei seinem Einstand, als Griechenland in einem Qualifikationsspiel zur EM 1984 am 17. November 1982 mit 3:0 geschlagen wurde.
Ab 1985 mehrten sich jedoch die Verletzungsprobleme Lees, der anschließend an die frühere Form nicht mehr anknüpfen konnte. Als dann auch noch Jan Mølby in die Stammformation drängte, sollte der FC Liverpool keine Verwendung mehr für Lee finden. Im August 1986 schloss er sich daraufhin den Queens Park Rangers an.
Es folgten ein weiteres Engagement beim spanischen Verein CA Osasuna, bevor er nach England zurückkehrte, um beim FC Southampton und den Bolton Wanderers seine aktive Laufbahn ausklingen zu lassen.

## Trainerlaufbahn
Im Jahre 1993 holte ihn mit Graeme Souness sein früherer Mannschaftskapitän in seinen Trainerstab beim FC Liverpool und seine Beschäftigung wurde auch nach der Demission von Souness unter Roy Evans und Gérard Houllier fortgesetzt. Unter dem zuletzt genannten Cheftrainer wurde Lee zudem von seiner Rolle als Trainer der Reservemannschaft in das Kotraineramt befördert.
Auch in der englischen Nationalmannschaft übernahm er 2001 das Amt des Kotrainers von Sven-Göran Eriksson. Obwohl dies zunächst nur auf Teilzeitbasis geschah, führte dies letztlich dazu, dass er Liverpool verließ, um sich ab Juli 2004 vollständig der Arbeit bei der FA zu widmen.
Nach einem weiteren Jahr kehrte Lee in den Ligafußball zurück und ersetzte bei den Bolton Wanderers als Kotrainer von Sam Allardyce den zu Derby County abgewanderten Phil Brown. Im August 2006 erhielt er das Angebot, die Leitung der englischen U-21-Nationalmannschaft von Peter Taylor zu übernehmen, der selbst sowohl diese Trainertätigkeit als auch die für Crystal Palace ausgeübt hatte. Lee lehnte die Offerte ab, um sich weiterhin vollständig seiner Aufgabe in Bolton zu widmen.
Am 30. April 2007 wurde Lee zum Cheftrainer der Bolton Wanderers befördert und trat die Nachfolge von Sam Allardyce an.
Nach nicht einmal einem halben Jahr trennten sich im Oktober 2007 jedoch die Wege der Wanderers und Lees bereits wieder. Zu diesem Zeitpunkt stand Bolton nach dem neunten Spieltag mit nur einem Sieg auf dem vorletzten Tabellenplatz. 
Am 16. Mai 2008 wurde bekannt, dass Lee als Kotrainer unter Rafael Benítez zum FC Liverpool zurückkehrt.

## Erfolge
- Europapokal der Landesmeister: 1981, 1984
- Englische Meisterschaft: 1982, 1983, 1984
- Englischer Ligapokal: 1981, 1982, 1983, 1984
- Charity Shield: 1979, 1980, 1982
- U-21-Europameister: 1982